# Tubarão (tiểu vùng)
Tubarão là một tiểu vùng thuộc bang Santa Catarina, Brasil. Tiều vùng này có diện tích 4658 km², dân số năm 2007 là 337425 người.